# Shams al-Riʾāsa Abū al-Barakāt
Shams al-Riʾāsa Abū al-Barakāt ibn Kabar (Il Cairo, XIII secolo – Fustat, 10 maggio 1324) è stato un religioso egiziano.
Sacerdote copto egiziano, fu collaboratore dell'Emiro mamelucco Ruqn al-Dīn Baybars al-Manṣūrī - generale (Muqaddam alf) e dawādār (capo della cancelleria sultanale) di al-Malik al-Nāṣir Muḥammad - per quanto riguarda il compendio dell'opera storica di Baybars nota come Mukhtār al-akhbār.
Fu autore dell'opera teologica Lampada delle tenebre (Kitāb miṣbāḥ al-ẓulma wa īḍāḥ al-khidma).